# Oscar Montelius

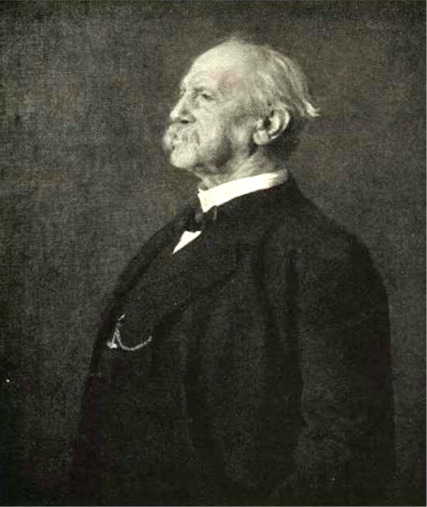
Oscar Montelius

Oscar Montelius (Stockholm, 9 september 1843 - aldaar, 4 november 1921) was een Zweeds archeoloog. Hij wordt beschouwd als de grondlegger van de typologie.
Montelius stelde een relatieve chronologie op van de bronstijd. Hij verdeelde de Scandinavische bronstijd in 6 delen. Montelius I is de vroege bronstijd (Úněticecultuur), Montelius II+III zijn midden bronstijd (Hügelgräberkultuur), Montelius IV+V komt overeen met de late bronstijd (urnenvelden) en Montelius VI behoort eigenlijk al tot de overgang naar de ijzertijd.
Montelius ligt, samen met zijn echtgenote, begraven op de Norra begravningsplatsen.

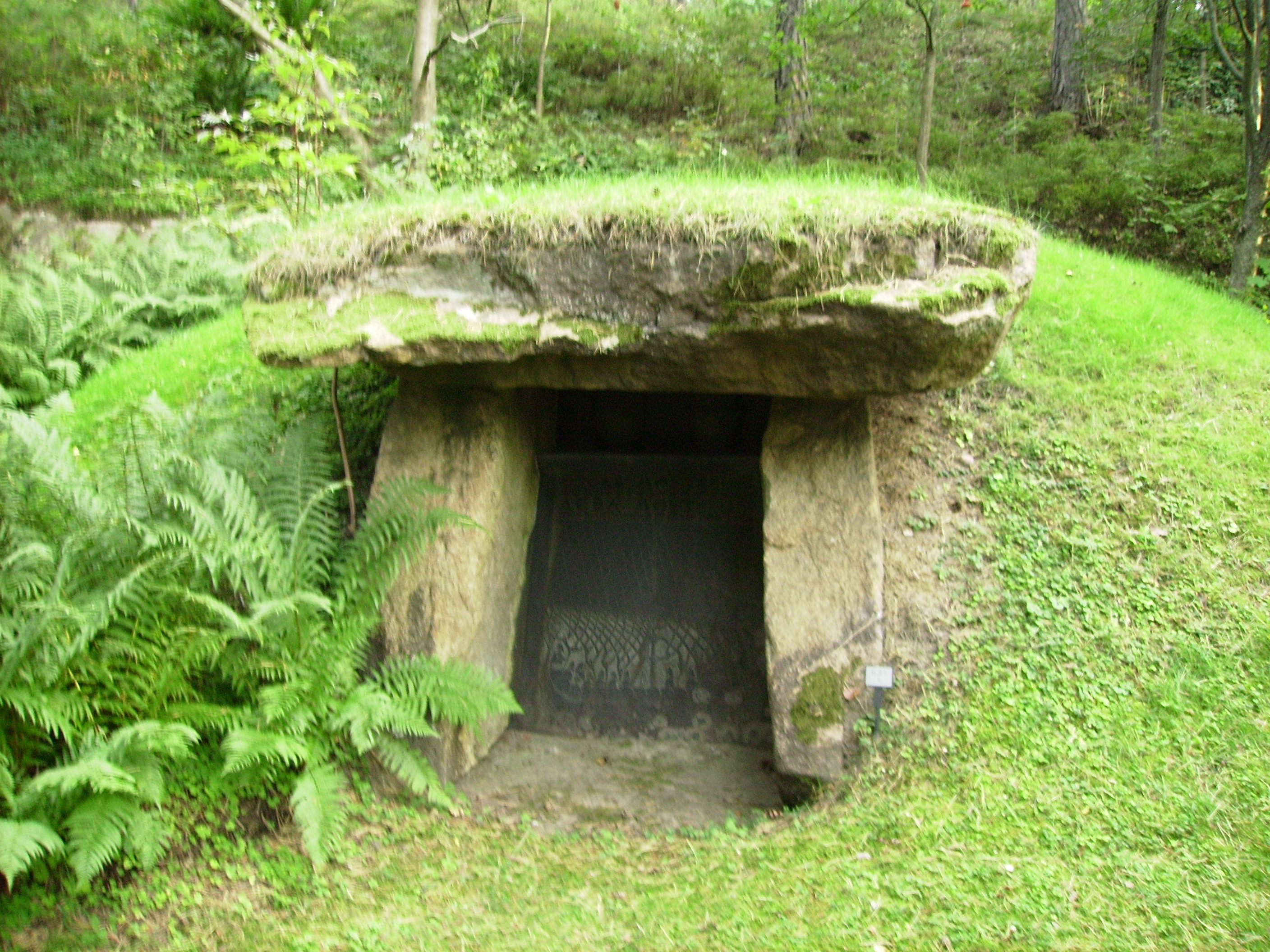
Graf van Montelius

- Bibliothèque nationale de France: cb120975142 (data)
- CiNii: DA00423933
- Gemeinsame Normdatei: 119342413
- International Standard Name Identifier: 0000 0001 2027 2415
- KulturNav: fd479364-2e35-4445-b3ab-3e79724a1170
- Library of Congress Control Number: n85126270
- Bibliotheek van het Japanse parlement: 00450367
- Nationale Bibliotheek van Tsjechië: mub2011647651
- Nationale Bibliotheek van Israël: 987007298701505171
- Nationale Bibliotheek van Polen: a0000003124675
- Nederlandse Thesaurus van Auteursnamen: 097009830
- LIBRIS: 195623
- SNAC: w6nv9q2b
- Système universitaire de documentation: 029324645
- Virtual International Authority File: 64034766
- WorldCat: E39PBJbtrCtYKMVwDB6YyVfH4q